# Александър Калимахи
Александър Калимахи (на румънски: Alexandru Callimachi) е османски политик.
Роден е през 1737 година в Константинопол в семейството на Йоан Теодор Калимахи от видната фанариотска фамилия Калимахи. През 1785 – 1794 година е велик драгоман при Високата порта. През 1795 година е назначен за княз на Молдова и остава на поста до 1799 година, когато е сменен от неговия зет Константин Ипсиланти.
Александър Калимахи умира на 12 декември 1821 година в Болу.